# Ґратка (порядок)

Ґратка розбиття множини

Ґратка — частково впорядкована множина, в якій для кожної пари елементів існує супремум та інфімум.
«Ґратко-подібними» структурами є напівґратки, ґратки, булеві алгебри, алгебри Гейтінга.
Всіх їх можна визначити і як алгебраїчні структури, тому теорія ґраток є частиною як теорії порядку, так і універсальної алгебри.

## Напівґратка
Напівґратка — частково впорядкована множина, в якій визначена операція join (join-напівґратка) або операція meet (meet-напівґратка).
Бінарні операції join та meet, позначаються {\displaystyle \lor } та {\displaystyle \land } відповідно; очевидно, що вони є комутативними, асоціативними та ідемпотентними операціями.
Обидві операції є монотонними по відношенню до порядку, тобто:
із {\displaystyle a_{1}\leqslant a_{2}} та {\displaystyle b_{1}\leqslant b_{2}} випливає {\displaystyle (a_{1}\lor b_{1})\leqslant (a_{2}\lor b_{2})} та {\displaystyle (a_{1}\land b_{1})\leqslant (a_{2}\land b_{2}).}
Ґратка є одночасно join-напівґраткою та meet-напівґраткою.
Операцію join також можна визначити як бінарну операцію супремум(x, y), а операцію meet — інфімум(x, y). В такому разі join-напівгратку називають верхньою піврешіткою, а meet-напівгратку відповідно нижньою.[джерело?]
Тому означення:
- Верхня півґратка — частково впорядкована множина, з точною верхньою гранню (для кожної пари елементів існує супремум)[1].
- Нижня півґратка — частково впорядкована множина, з точною нижньою гранню (для кожної пари елементів існує інфімум).

## Ґратка, як алгебрична структура

Дистрибутивна ґратка
всіх дільників числа 60, впорядкованих за подільністю.

Ґратка може бути визначена як алгебрична структура з двома бінарними операціями (позначаються {\displaystyle \lor } та {\displaystyle \land }), що задовольняють тотожностям:
| {\displaystyle a\lor b=b\lor a,}                 | {\displaystyle a\land b=b\land a}                   | (комутативність)   |
| {\displaystyle a\lor (b\lor c)=(a\lor b)\lor c,} | {\displaystyle a\land (b\land c)=(a\land b)\land c} | (асоціативність)   |
| {\displaystyle (a\lor b)\land b=b,}              | {\displaystyle (a\land b)\lor b=b}                  | (закон поглинання) |

Із закону поглинання слідує не тільки:
{\displaystyle a\lor a=a,\qquad a\land a=a} (ідемпотентність)
але і показується дуальність операцій {\displaystyle \lor } та {\displaystyle \land }, що обумовлено дуальністю супремума та інфімума.
{\displaystyle \delta }-ґратка — упорядкована множина, що містить точні межі всіх своїх скінченних і обмежених зліченних підмножин.
{\displaystyle \sigma }-ґратка — упорядкована множина, що містить точні межі всіх своїх скінченних зліченних підмножин.
Обмежена ґратка — ґратка, в якій існує найбільший та найменший елемент, позначаються {\displaystyle ~1} та {\displaystyle ~0} відповідно. Довільну ґратку можна зробити обмеженою, доповнивши її елементами {\displaystyle ~1} та {\displaystyle ~0}.
Очевидно, що всі скінченні ґратки є обмеженими.
Доповнена ґратка — обмежена ґратка, в якій для кожного елемента a існує доповнення, тобто елемент b такий, що:
{\displaystyle a\lor b=1,\qquad a\land b=0.}
Дистрибутивна ґратка — ґратка, що задовольняє властивість:
{\displaystyle a\lor (b\land c)=(a\lor b)\land (a\lor c),\qquad a\land (b\lor c)=(a\land b)\lor (a\land c)} (дистрибутивність)
Булева алгебра — доповнена дистрибутивна ґратка.
Дистрибутивна напівґратка
Напівґратка теж може бути дистрибутивною: meet-напівґратка є дистрибутивною, якщо для всіх a, b, та x:
Якщо a ∧ b ≤ x тоді існують a'   та b'  такі, що a ≤ a' , b ≤ b'  та x = a'  ∧ b' .
Модулярна ґратка — для довільного {\displaystyle ~x\leqslant b} виконується {\displaystyle x\lor (a\land b)=(x\lor a)\land b.}

## Властивості
- Для довільного {\displaystyle ~x\leqslant b} виконується {\displaystyle x\lor (a\land b)\leqslant (x\lor a)\land b,}

це доводиться обчисленням виразу при {\displaystyle x\leqslant (a\land b)} та {\displaystyle x\not \leqslant (a\land b)}

## Приклади

Діаграма впорядкування за включенням підмножин множини з трьох елементів.

1. множина всіх підмножин даної множини, впорядкована за включенням; {\displaystyle \sup\{\{x\},\{x,y\}\}=\{x,y\},\inf\{\{x\},\{x,y\}\}=\{x\},sup\{\{x\},\{y,z\}\}=\{x,y,z\},\inf\{\{x\},\{y,z\}\}=\emptyset };
2. будь-яка лінійно впорядкована множина; причому якщо {\displaystyle a\leqslant b}, то {\displaystyle \sup(a,b)=b,\inf(a,b)=a};
3. множина всіх підпросторів векторного простору, упорядкованих за включенням, де {\displaystyle \inf } — перетин, а {\displaystyle \sup } — сума відповідних підпросторів;
4. множина всіх невід'ємних цілих чисел, упорядкованих за подільністю: {\displaystyle a\leqslant b}, якщо {\displaystyle b=ac} для деякого {\displaystyle c}. Тут {\displaystyle \sup } — найменше спільне кратне, а {\displaystyle \inf } — найбільший спільний дільник даних чисел;
5. дійсні функції, визначені на проміжку [0, 1], впорядковані умовою {\displaystyle f\leqslant g}, якщо {\displaystyle f(t)\leqslant g(t)} для всіх {\displaystyle t\in [0,1]}. тут

{\displaystyle \sup(f,g)=u}, де {\displaystyle u(t)=\max(f(t),g(t))}.

## Частковий порядок
На ґратці також визначене бінарне відношення ≤, яке має назву відношення нестрогого порядку та задовільняє умовам:
- x≤x (рефлексивність)
- якщо x≤y та y≤x, то x=y (антисиметричність)
- якщо x≤y та y≤z, то x≤z (транзитивність)

Зв'язок між різними визначеннями встановлюється формулами:
a ∨ b = sup{a, b}, a ∧ b = inf{a, b}.
Та виконанням умови: якщо a ≤ b, то: a ∧ b = a, a ∨ b = b.

## Теорема Стоуна
- Ґратка є дистрибутивною тоді і тільки тоді, коли вона ізоморфна деякому кільцю множин.
- Ґратка є булевою алгеброю тоді і тільки тоді, коли вона ізоморфна деякому полю множин.